# Antonio Matani
Antonio Matani (Pistoia, 1730 – Pistoia, 1779) è stato uno scienziato e filosofo italiano.

## Biografia
Nato a Pistoia, Matani diede fin da fanciullo prova di vivacissimo ingegno. Entrato in età, venne considerato dagli eruditi dell'epoca (Ludovico Muratori, Francesco de' Ficoroni, Jean Capperonier, Samuel Johnson) quasi come un loro pari. Fu un sostenitore dell'inoculazione contro il vaiolo.

## Attività di scienziato
Matani è autore di numerosi libri. Ha scritto Delle produzioni naturali del territorio pistoiese, osservazioni storiche e filosofiche; un libro favorevolmente censito da Giuseppe Baretti in cui si discute, tra l'altro, dell'origine dei cristalli di quarzo dalle parti del lago Scaffaiolo, noti come "diamanti di Pistoia". Nel 1758, ha tradotto in latino il trattato di ottica di Eliodoro di Larissa, nel 1760 ha scritto Ragionamento filosofico istorico sopra la figura della Terra, nel 1763 ha scritto una prefazione alle opere del celebre anatomico Niccolò Stenone. Ha poi scritto Ragguaglio sopra le diverse manifatture del pane, Discorso sopra le acque ed i pozzi della città di Pistoia, e una lettera a Paolo Ciulli sull'inoculazione del vaiolo.

## Opere

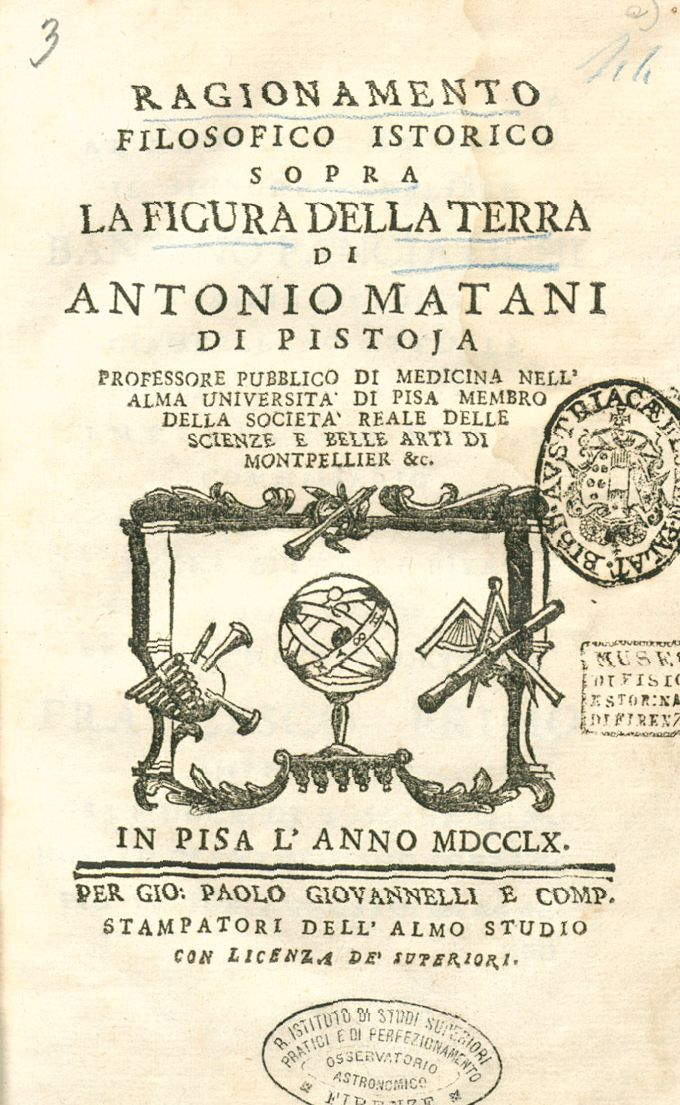
Ragionamento filosofico istorico sopra la figura della terra, 1760

- Ragionamento filosofico istorico sopra la figura della terra, Pisa, Giovanni Paolo Giovannelli & C., 1760.
- Delle produzioni naturali del territorio pistoiese, Pistoia, Atto Bracali, 1762.
- Della conservazione dei vini, Pistoia, Settegiorni, 2020  [1765], ISBN 979-12-80142-01-6.
- Dissertazioni filosofiche sopra l'istoria delle varie opinioni, e osservazioni relative alla figura della terra, Pisa, Agostino Pizzorni, 1766.